# Dmitrij Tursunov
Dmitrij Igorevitj Tursunov (Russisk: Дмитрий Игоревич Турсунов; født 12. december 1982 i Moskva, Sovjetunionen) er en russisk tennisspiller, der blev professionel i år 2000. Han har igennem sin karriere (pr. september 2010) vundet seks single- og fire doubletitler, og hans højeste placering på ATP's verdensrangliste er en 20. plads, som han opnåede i oktober 2006.

## Grand Slam
Tursunovs bedste Grand Slam-resultater i singlerækkerne er kommet ved Wimbledon, hvor han to år i træk, i 2005 og 2006, spillede sig frem til 4. runde.